# シシヤマザキ
シシヤマザキ（1989年9月14日 - ）は、日本のアーティスト。神奈川県出身。英語表記はShiShi Yamazaki。
表現方法として水彩画風の手描きロトスコープアニメーションを用いる。父親は現代アーティストで女子美術大学の教授であるヤマザキミノリ、母親は音楽家である。

## 経歴
1989年、神奈川県に生まれる。3人姉妹の末っ子。高校2年生の時に10か月のアメリカ留学をし、日本に帰国後は一浪して東京芸術大学デザイン科に入学する。2010年、はじめて制作したアニメーション「Handsome Mask」がPRADAのコンペに選ばれる。2012年、第18回学生CGコンテストで「Daily Mask Project」が銀賞を受賞する。2013年、東京芸術大学美術学部デザイン科を卒業する。同年、第17回文化庁メディア芸術祭のアニメーション部門で「やますき、やまざき」が審査委員会推薦作品に選ばれる
2014年、作品がルミネカードのテレビCMに採用され、広く知られるようになる。
2015年、新千歳空港国際アニメーション映画祭のインターナショナルコンペティションに「月夜＆オパール」、ミュージックアニメーションコンペティションに「YUKI “好きってなんだろう…涙”」がノミネートされる。「月夜＆オパール」はアヌシー国際アニメーション映画祭のGraduation films（学生部門）にもノミネートされた。同年、東京芸術大学大学大学院映像研究科アニメーション専攻を修了する。2015年12月に初の画集『Face Face』を刊行。年末の第66回NHK紅白歌合戦では星野源のステージアニメーションを手掛けた。
2017年よりクリエイター集団「1980YEN」（イチキュッパ）に参加する。
2017年、カーラ・デルヴィーニュをモデルに起用した、シャネルのガブリエルバッグのキャンペーン映像を制作する。
2018年、アジア版フォーブス30アンダー30のアート部門で日本人4人のうちの1人に選出される。
2019年より陶芸を開始。2020年からは活動の拠点を東京から栃木県益子町に移した。また同年からオンラインによる「シシヤマザキのお絵かき教室」を開始する。
2022年、「東京国際プロジェクションマッピングアワード Vol.7」の審査員をつとめる。同年、NFTアート作品が益子町のふるさと納税の返礼品に選ばれた。
2023年には羽生結弦の東京ドーム公演「GIFT」のアニメーション、2024年にはNHK連続テレビ小説『虎に翼』のオープニングアニメーションを担当した。
2024年11月、栃木県益子町の観光大使（益子大使）に選ばれる。2025年1月には、10年所属していたHOTZIPANGから独立し、フリーになったことを公表した。

## 人物
2017年のインタビューでは、「幼い頃に絶大な影響を受けたのはファンタジアとピングーとポストペット」であると答えている。座右の銘は、空海のことばである「膚寸南北に心無けれども風に遭うときは、則ち飛ぶ」。

## 主な作品・仕事
- 「Handsome Mask」PRADA YO!VIDEO Project（2010年）[6]
- 「YA‐NE‐SEN a Go Go」（2011年）[3]
- 「やますき、やまざき」（2013年）[3]
- ルミネカードテレビコマーシャル（2014年）[3]
- 「月夜＆オパール」（2015年）[12]
- YUKI「好きってなんだろう…涙」ミュージックビデオ（2015年）[27]
- 踊る！早稲田大学1分キャンパスツアー ～WASEDAnce Animated Campus Tour～（2016年）[28]
- シャネルガブリエルバッグキャンペーン映像（2017年）[4]
- 映画『ちはやふる -結び-』アニメーションディレクター（2018年）[29]
- BUMP OF CHICKEN「望遠のマーチ」ミュージックビデオ（2018年）
- 「とにかくなにかをはじめよう」（2019年）
- FreeTEMPO「Peace」ミュージックビデオ（2021年） [30]
- 羽生結弦「Yuzuru Hanyu ICE STORY 2023 “GIFT”」東京ドーム上映アニメーション（2023年）[23]
- NHK連続テレビ小説『虎に翼』オープニングアニメーション（2024年）[23]
- NHK「みんなのうた」『パプリカぼんおどり』アニメーション（2024年）[31]

## 展覧会
Body Body 〜大漁〜
2016年6月10日 - 20日、渋谷PARCO GALLERY X
シシヤマザキ アニメーションの世界
2018年7月4日 - 16日、コミカレギャラリー
舕 TONGUE
2019年11月2日 - 4日、VACANT
ももと山
2022年3月2日 - 15日、日本橋三越本店 本館3階 婦人ファッション（本館3F）・ミグジュアリー
ひかりだすわ
　2025年6月27日 - 8月11日、虎ノ門ヒルズ art cruise gallery by baycrew’s 

## 画集
- ShiShi Yamazaki『Face Face』双葉社、2015年12月9日。ISBN 978-4575309690。 NCID BB20521856。

## 音楽CD
| 発売日        | タイトル   | 規格品番 | レーベル     | 備考         |
| ------------- | ---------- | -------- | ------------ | ------------ |
| 2016年2月17日 | 出かけます | HFCD-022 | コトブキサン | ミニアルバム |

## テレビ出演
- 「Design code」（テレビ朝日、2015年1月31日）[38]
- 『テクネ 映像の教室』「プロジェクション」（NHK教育、2015年12月31日）[39]
- 『ノージーのひらめき工房』「ノージーの工作研究所　輪ゴム」（NHK教育、2018年9月1日）[40]
- 「WoW! Ho! TV」（TOKYO MX、2021年2月9日）[41]。
- 『ドキュメント20min.』 「スイートルームズ」（NHK総合、2023年3月20日）[42]